# Rutherford (månkrater)
För andra betydelser, se Rutherford.
Rutherford är en nedslagskrater på månen. Rutherford har fått sitt namn efter nobelpristagaren Ernest Rutherford.